# Memento Mori (album Depeche Mode)
Memento Mori este cel de al cincisprezecelea album de studio al formației Depeche Mode. A fost lansat la 24 martie 2023 la casele de discuri Columbia și Mute. Albumul a fost produs de James Ford și Marta Salogni și a fost precedat de single-ul Ghosts Again. Este primul album de studio lansat de către Depeche Mode după decesul la 26 mai 2022 al lui Andy Fletcher, membru fondator și clăpar al trupei. 

## Promovare
La 4 octombrie 2022, la Berlin, trupa a anunțat lansarea albului Memento Mori care urmează să fie promvat de un turneu mondial, Memento Mori World Tour. Turneul a debutat la Sacramento, în California, la 23 martie 2023 și se va încheia la Los Angeles, tot în California, pe 17 decembrie 2023, urmând să acopere două continente: America de Nord și Europa. Pe parcurs, Depeche Mode va veni și în România, concertând la București, pe Arena Națională, la 26 iulie 2023.

## Melodii
Toate melodiile sunt scrise și compuse de Martin L. Gore, cu excepția mențiunilor. 
| Memento Mori track listing |                         |                                       |         |  |
| Nr.                        | Titlu                   | Autor(i)                              | Lungime |  |
| 1.                         | „My Cosmos Is Mine”     |                                       | 5:18    |  |
| 2.                         | „Wagging Tongue”        | Gore Dave Gahan                       | 3:25    |  |
| 3.                         | „Ghosts Again”          | Gore Richard Butler                   | 3:58    |  |
| 4.                         | „Don't Say You Love Me” | Gore Butler                           | 3:44    |  |
| 5.                         | „My Favourite Stranger” | Gore Butler                           | 3:55    |  |
| 6.                         | „Soul with Me”          |                                       | 4:15    |  |
| 7.                         | „Caroline's Monkey”     | Gore Butler                           | 4:17    |  |
| 8.                         | „Before We Drown”       | Gahan Peter Gordeno Christian Eigner  | 4:08    |  |
| 9.                         | „People Are Good”       |                                       | 4:24    |  |
| 10.                        | „Always You”            |                                       | 4:19    |  |
| 11.                        | „Never Let Me Go”       |                                       | 4:04    |  |
| 12.                        | „Speak to Me”           | Gahan Marta Salogni Eigner James Ford | 4:37    |  |
| Lungime totală:            | Lungime totală:         | Lungime totală:                       | 50:24   |  |

## Muzicieni

### Depeche Mode
- Dave Gahan
- Martin L. Gore

### Personal adițional
- James Ford – programming, sintetizator, chitară, chitară bas, tobe
- Marta Salogni – programming
- Davide Rossi

### Tehnic
- James Ford – producție
- Marta Salogni – producție, mixing, inginer
- Greg White – asistență
- Francine Perry – asistență
- Grace Banks – asistență
- Adrian Hierholzer – inginerie vocală
- Matt Colton – mastering

### Copertă
- Anton Corbijn – copertă, design